# Conker’s Bad Fur Day
Conker’s Bad Fur Day — видеоигра компании Rare, выпущенная в 2001 году на игровой консоли Nintendo 64. Игра, как часть серии Conker, рассказывает историю жадной белки-алкоголика Конкер, который пытается вернуться домой к своей подруге Берри. Игровой процесс состоит из различных задач, связанных с платформингом, решением головоломок, битвами с противниками и сбором предметов. Также в игре есть многопользовательский режим, в котором до четырёх игроков может соревноваться в семи различных режимах.
Несмотря на визуальную схожесть с семейными играми от Rare, Banjo-Kazooie и Donkey Kong 64, игра Conker’s Bad Fur Day была разработана для взрослой аудитории и демонстрирует выразительное насилие, употребление алкоголя и табака, обсценную лексику, вульгарный юмор и отсылки на поп-культуру. Игра разрабатывалась в течение четырёх лет, и первоначально предназначалась для семейной аудитории, но позднее была переработана в нынешнюю форму, поскольку превью подвергали критике за то, что они были слишком симпатичными и похожими на ранние платформерные игры Rare.
После выпуска Conker’s Bad Fur Day получила признание от видеоигровых журналистов, которые высоко оценили визуальную привлекательность и юмор игры. Игра продалась значительно ниже ожиданий из-за ограниченной рекламы и издания в конце жизненного цикла Nintendo 64, но с тех пор стала культовой благодаря своему уникальному стилю. В 2005 году на Xbox был выпущен ремейк Conker: Live & Reloaded. В 2015 году игра была включена в состав сборника Rare Replay для Xbox One.

## Игровой процесс
Conker’s Bad Fur Day — платформерная видеоигра, в которой игрок управляет белкой по имени Конкер по серии трёхмерных уровней. В игре есть общий мир, по которому игроки могут переходить с одного уровня на другой, хотя многие блокируются изначально, пока Конкер не соберёт определённую сумму наличных денег. Каждый уровень это замкнутая область, которую игрок может исследовать для поиска и решения задач. Геймплей в основном полагается на выяснение способов помощи другим персонажам, путём выполнения линейной последовательности задач. Эти задачи могут включать в себя победы над боссами, решение головоломок, сбор предметов и гонки с противниками. Результатом всегда является денежное вознаграждение, которое помогает получить доступ к другим уровням в общем мире.
Способности Конкера гораздо проще чем способности персонажей из предыдущих игр Rare, Banjo-Kazooie и Donkey Kong 64. Игрок может бегать, прыгать и бить противников сковородой. Конкер может плавать под водой некоторое время пока не закончится кислород, может взбираться по лестницам и канатам, и достаточно силён, чтобы толкать тяжёлые предметы. Для восполнения потерянного здоровья Конкер может поедать парящие куски «антигравитационного» шоколада, разбросанного по уровням. Кроме этого игра использует различные «контекстно-зависимые» платформы, которые позволяют Конкеру использовать различные временные способности при нажатии кнопки «B» на них. К примеру, в начале игры при нажатии «B» на первой такой платформе, которую он встречает, Конкер выпивает Alka-Seltzer для избавления от похмелья, после чего игрок может продолжить дальнейшее движение по сюжету. Некоторые платформы превращают Конкера в наковальню для битья по земле, а некоторые также используются для того чтобы вытащить дробовик, достать метательные ножи, рогатку и так далее. Они также служат для информирования игроков о том, что делать дальше.
Игра также включает многопользовательский режим, в котором до четырёх игроков могут соревноваться друг с другом в семи разных типах игры: «Пляж», «Раптор», «Ограбление», «Война», «Танк», «Гонка» и «Бой насмерть». В режиме «Пляж», случайно выбранные игроки должны пройти через пляж в ожидающий их эвакуатор, в то время как другие должны остановить их, стреляя в них с фиксированных позиций. Режим «Раптор» даёт части игроков управление рапторами, которые должны накормить динозавра-детёныша, в то время как другие играют за пещерных людей, которым нужно красть яйца динозавров. «Ограбление» отправляет игроков на ограбление банка, где их цель состоит в том, чтобы захватить денежный мешок из центра уровня и вернуться вместе с ним в хранилище команды, не будучи повреждённым. «Война» может быть на выбор либо традиционным захватом флага, либо «Тотальной войной», где игроки должны выкрасть газовую канистру у другой команды и использовать её для выпуска отравляющего газа, который уничтожает врага. Игроки могут устанавливать различные опции для каждой игры, такие как ограничение по очкам, количество жизней и использование дополнительных ботов.

## Разработка
Conker’s Bad Fur Day была разработана компанией Rare и разработкой руководил Крис Сивор. Игра была анонсирована в июне 1997 года на Electronic Entertainment Expo как находящаяся в разработке под названием Conker’s Quest. Спустя год было анонсировано что название игры сменилось на Twelve Tales: Conker 64, и что игроки смогут управлять Конкером в аркадных частях игры и Берри в стратегических, с возможностью многопользовательского режима с разделённым экраном. Ранние скриншоты предполагали, что игра будет ориентирована на семейную аудиторию и будет содержать милых персонажей и яркий мир. Rare имела историю создания подобных игр, и первоначально Twelve Tales: Conker 64 выглядела похожей на прошлые игры. Тем не менее, на Rare повлияли негативные отзывы от критиков, что привело к капитальному изменению дизайна игры. Тот что игра откладывалась несколько раз, и не упоминалась почти год, привело к слухам о том что игра была тихо отменена. В Rare позже пояснили что игра «всё ещё разрабатывается полной командой и с тем же уровнем преданности что и при первом анонсе».
В 2000 году было анонсировано что игра была переработана с новым названием Conker’s Bad Fur Day и содержит большое количество туалетного юмора. По словам разработчиков, «у нас уже был главный персонаж — хоть его модель и была переработана позже — и большая часть кода уже была написана, так что наилучшим вариантом, казалось было изменение направления игры. Взрослый юмор был ключевым элементом». Несколько аспектов игры были предназначены для привлечения взрослой аудитории. В отличие от игр Banjo-Kazooie и Donkey Kong 64, от сбора предметов отказались, а способности персонажа были упрощены с помощью «контекстно-зависимых» платформ. Игра использует большое количество кат-сцен, и содержит множество пародий на кино. Некоторое оскорбительное содержание подверглось цензуре со стороны Nintendo, включая кат-сцены с «Покемонами» и шутку, унижающую Ку-клукс-клан. Однако Сивор отметил, что 99,9 % игры осталось нетронутой.
В 2013 году разработчики объяснили, что изначально они черпали вдохновение в своём глубоком анализе игры Super Mario 64 и её игрового процесса и механики камеры. По их словам, «Мы просто копировали Марио, не так ли? В той игре и по сей день лучшая 3D-камера»:8:10. Много времени и внимания было уделено оптимизации производительности игры, детальности анимации и аудиовизуальной привлекательности. Например, чтобы увеличить количество одновременных источников света до четырёх, один программист провёл четыре месяца расшифровывая и переписывая предоставленный Nintendo микрокод — с комментариями на японском языке — для чипа Reality Coprocessor приставки Nintendo 64, в то время как ещё один запрограммировал поддержку формата MP3, реверберации и объёмный звук Dolby Pro Logic:0:40. Другой разработчик также провёл недели, оптимизируя способность системы отображать отдалённые фоны как текстурные плитки, чтобы улучшить навигацию по игре и её визуальную привлекательность:10:10. Также, отчасти благодаря хранению большой записи голосов, Conker's Bad Fur Day является одной из немногих игр на Nintendo 64 с 64-мегабайтным картриджем.
Conker's Bad Fur Day вышла в Северной Америке 5 марта 2001 года. Игра рекламировалась во взрослых журналах, таких как Playboy, а рекламные видеоролики были ориентированы на взрослую аудиторию. Поскольку компания Nintendo была известна изданием игр, ориентированных на семейную аудиторию — таких как серии Mario и Pokémon — игра Conker's Bad Fur Day была предметом споров. По словам неназванного разработчика из Rare, «у Nintendo изначально были опасения по поводу этой проблемы, так как дети могут счесть продукт как нацеленный на них, но я уверен, что если вы видели коробку, то вы согласитесь с тем что Nintendo постаралась чтобы никто не совершил эту ошибку». Nintendo of America не стала упоминать игру в своём журнале Nintendo Power, а сеть магазинов KB Toys, которая специализировалась на товарах для детей, решила не продавать игру. В Европе игра издавалась и распространялась THQ с 6 апреля 2001 года, после того как Nintendo of Europe отказалась издавать её.

## Восприятие критикой
| Сводный рейтинг       | Сводный рейтинг |
| Агрегатор             | Оценка          |
| --------------------- | --------------- |
| GameRankings          | 89,28 %         |
| Metacritic            | 92 из 100       |
| Иноязычные издания    |                 |
| Издание               | Оценка          |
| GameRevolution        | 4               |
| GameSpot              | 9,3 из 10       |
| IGN                   | 9,9 из 10       |
| Русскоязычные издания |                 |
| Издание               | Оценка          |
| «Страна игр»          | 8,7 из 10       |

Игра получила большое количество хороших отзывов, со средним баллом в 92 из 100 на агрегаторе Metacritic. Большинство критиков назвало графику игры лучшей среди игр на Nintendo 64. Критики отмечали, что игра показывала ряд технических эффектов, которые были необычны для того времени, в особенности для игры на Nintendo 64, такие как динамические тени, цветное освещение, большие зоны с большой дистанцией прорисовки, отсутствие тумана прорисовки, детальная лицевая анимация, синхронизация губ, и отрисованные по одному пальцы у некоторых персонажей. Шейн Саттерфилд из GameSpot прокомментировал по этому поводу, что игра «делает другие игры для Nintendo 64 похожими на 16-битные». Мэтт Касамассина из IGN похвалил детализированные трёхмерные миры, «фантастическую» работу с текстурами и дизайны персонажей. Он заметил, что «Конкер сам оснащён внутриигровой системой лицевой анимации, которая реалистично отображает его различные настроения во время его путешествий. Когда он боится, это видно, и когда он злится, игроки действительно могут увидеть его оскаленные зубы». Рецензенты отметили случайные падения в частоте кадров, но большинство согласилось, что это не мешает игровому процессу.
Звук и разнообразный вокал были высоко оценены. Критики выделили голосовое озвучивание за разнообразие акцентов и стилей, с «умно непристойными» сценариями и «точными» пародиями на кино. Большинство рецензентов согласились, что шутки были умными и забавными. GameRevolution отметил что «прицел игры направлен на студенческую аудиторию», и что «прекрасно подходит тем, кто вырос с Марио, и теперь ищет чего-то другого». Саундтрек игры был расхвален за различные композиции песен, которые постепенно меняются по мере того, как игроки переходят из одной области в другую, и за её богатый набор музыкальных инструментов. Рецензенты также отметили количество звуковых эффектов, а GameSpot отметил, что только для шагов Конкера «есть буквально десятки звуков».

## Наследие
После издания Conker’s Bad Fur Day Rare взялась за разработку следующей игры серии, Conker’s Other Bad Day. Крис Сивор рассказал, что игра должна была рассказывать про «неудачное правление Конкера в качестве короля, когда он истратил всю казну на пиво, вечеринки и проституток. Будучи брошенным в тюрьму, Конкер сталкивается с тем, что ему грозит казнь, и игра начинается с его побега из самой высокой башни замка». Однако в 2002 году компания Microsoft приобрела Rare и проект был отменён из-за отсутствия заинтересованности Microsoft в нём.
В 2005 году на приставке Xbox был издан ремейк Conker’s Bad Fur Day под названием Conker: Live & Reloaded, который собрал положительные отзывы. Разработчики отметили, что процесс переноса на Xbox был довольно сложным, поскольку микрокод в исходниках оригинальной игры был глубоко оптимизирован для аппаратного обеспечения Nintendo 64:2:25. В Conker: Live & Reloaded в основном была обновлена графика и многопользовательский режим получил поддержку сервиса Xbox Live. Кроме этого были внесены некоторые изменения в однопользовательский режим: несколько незначительных непристойностей в диалогах, которые присутствовали в версии для Nintendo 64, были подвергнуты цензуре по настоянию Microsoft, управление камерой было улучшено, и была добавлена система автоматического прицеливания.
После издания Live & Reloaded Rare начала работу над другой игрой в серии Conker под названием Conker: Gettin' Medieval. Игра была нацелена на многопользовательский режим, и Конкер в ней не был главным персонажем, поскольку в Rare хотели выделить других персонажей серии. Однако игра была отменена. Конкер появился снова в эпизодической кампании для игры в жанре песочницы, Project Spark. Кампания, названная Conker's Big Reunion, по хронологии происходит через десять лет после событий Bad Fur Day, и Сивор повторил свои роли в озвучивании. Первый эпизод был издан в апреле 2015 года, но остальные были отменены в сентябре того же года. Игра Conker's Bad Fur Day включена в состав сборника Rare Replay для Xbox One, который был издан 4 августа 2015 года.